# Dépôt de Tartu
Le dépôt de Tartu (en estonien : Tartu depoo) est un  dépôt de locomotives à Tartu en Estonie.

## Présentation
Le dépôt de Tartu est un dépôt de locomotives et de wagons situé près de la gare de Tartu, qui est géré par AS Ühinenud Depood, une entreprise de réparation appartenant au groupe AS Edelaraudtee.
Le bâtiment d'origine du dépôt a été construit au début des années 1880, mais a depuis été reconstruit.
En 2000, 180 personnes travaillaient au dépôt, à cette époque, principalement des trains de voyageurs circulant sur les lignes du sud de l'Estonie y étaient entretenus,.
Dans les années 2020, le dépôt est peu utilisé et les embranchements devant le bâtiment sont envahis par la végétation. Les trains de voyageurs d'Elron ont utilisé les voies du dépôt de Tartu jusqu'en 2019.

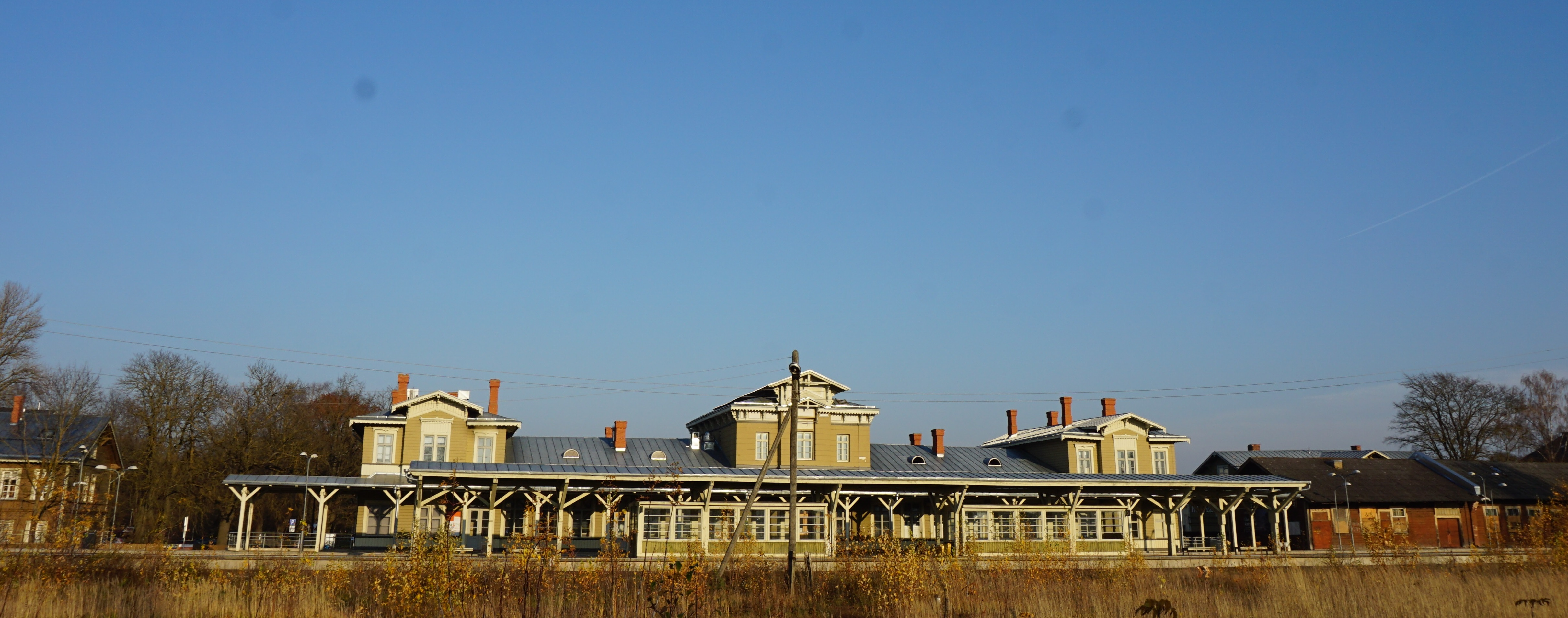
Le dépôt en 2021.

## Galerie

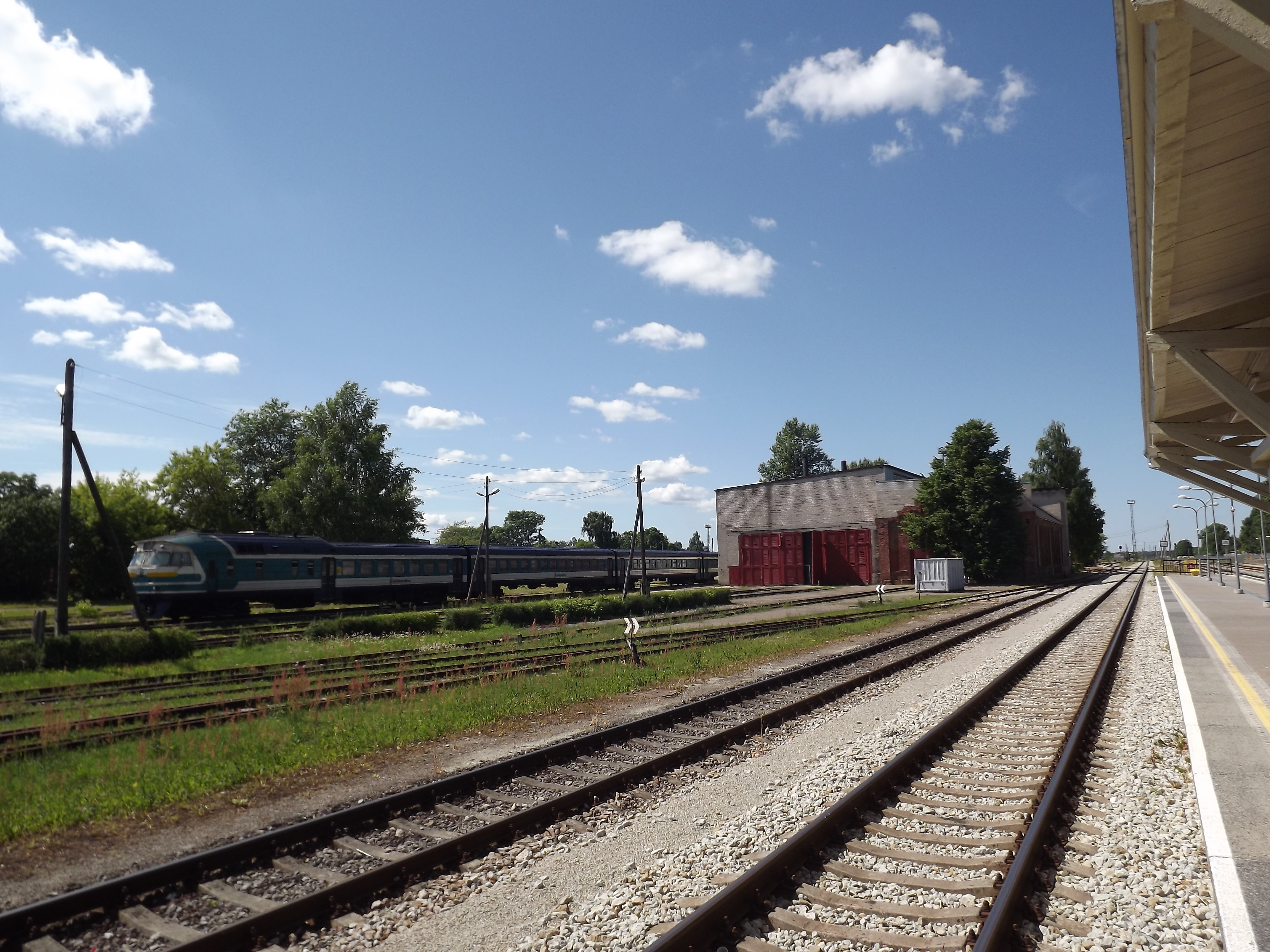
2013
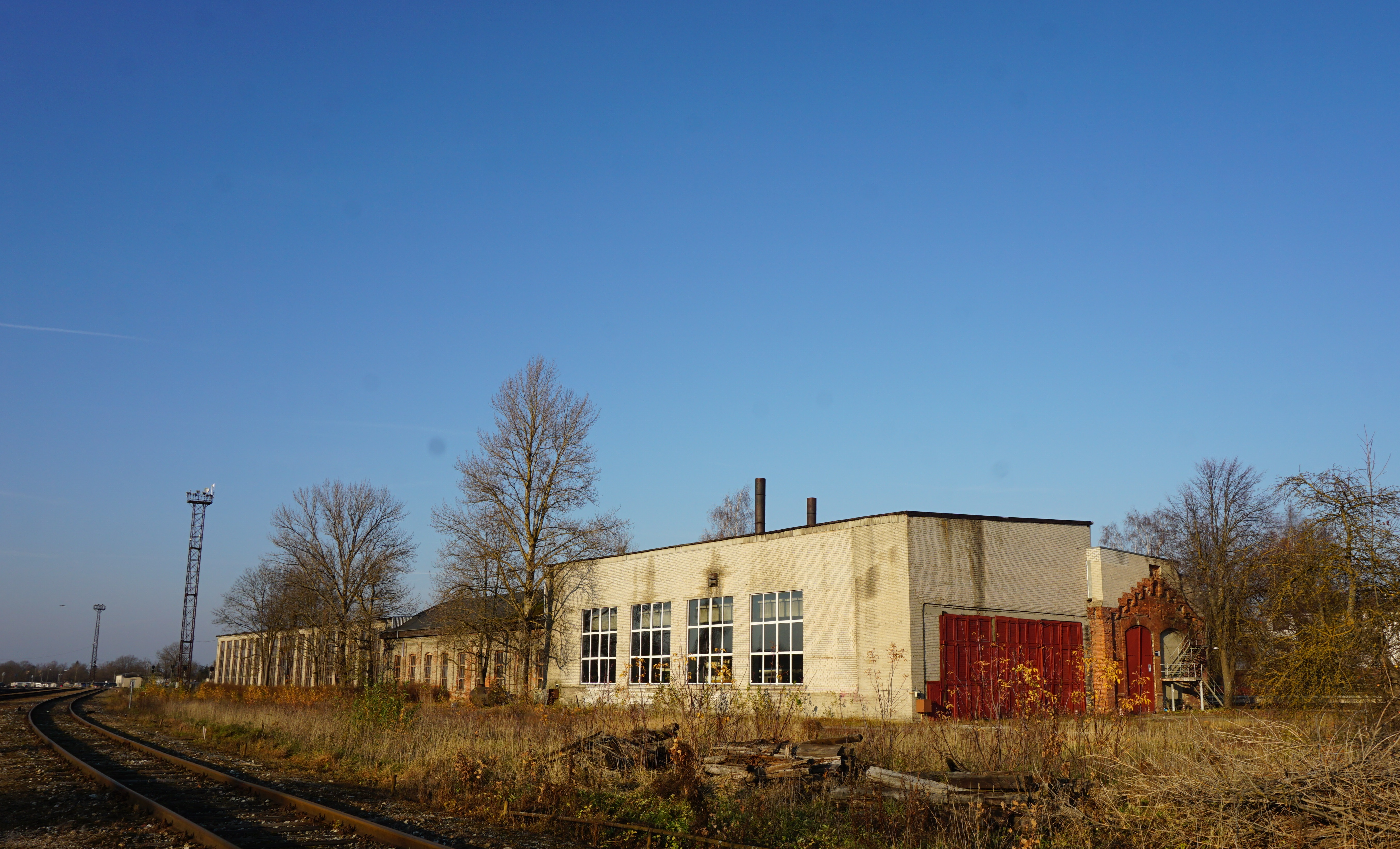
2021
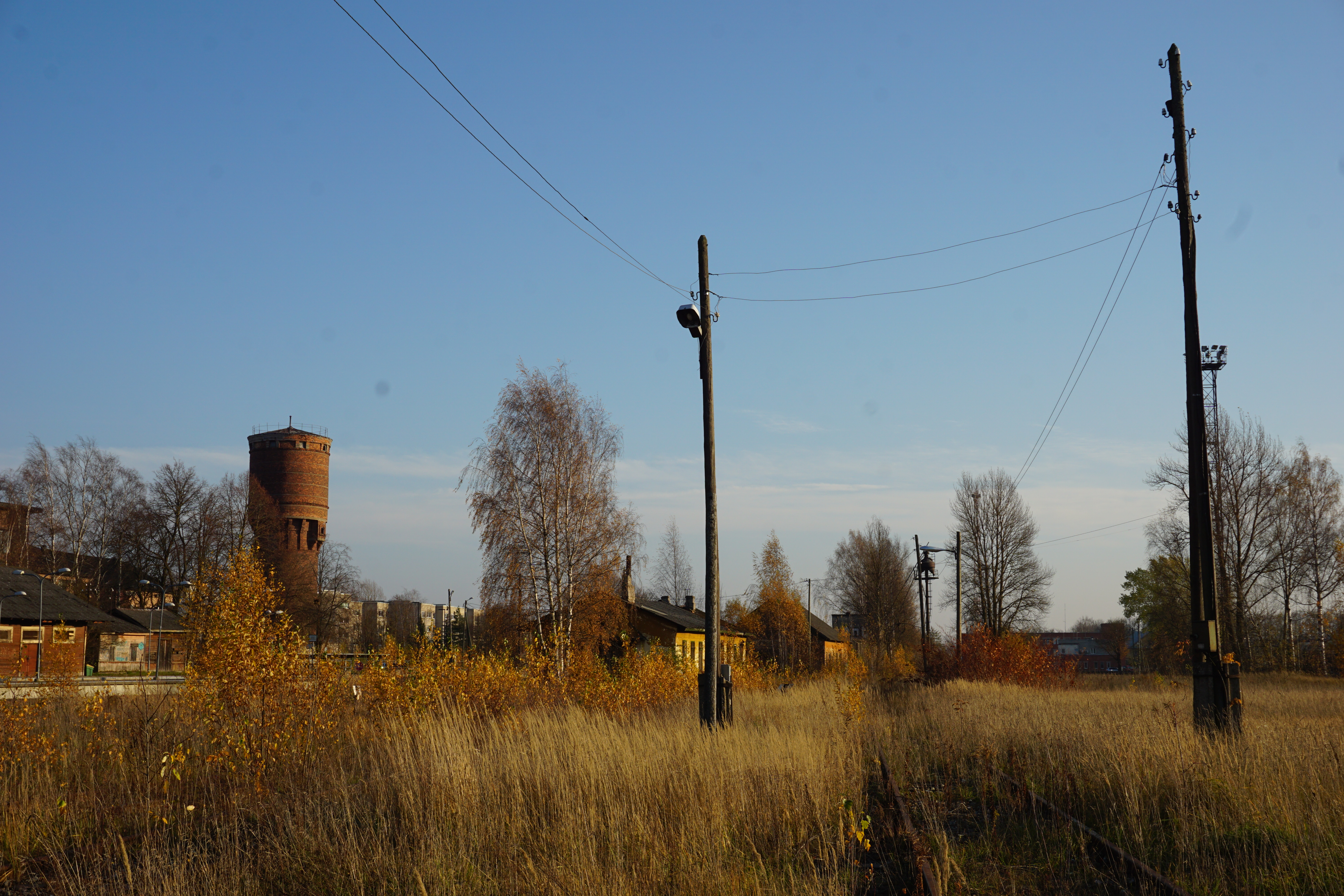
2021
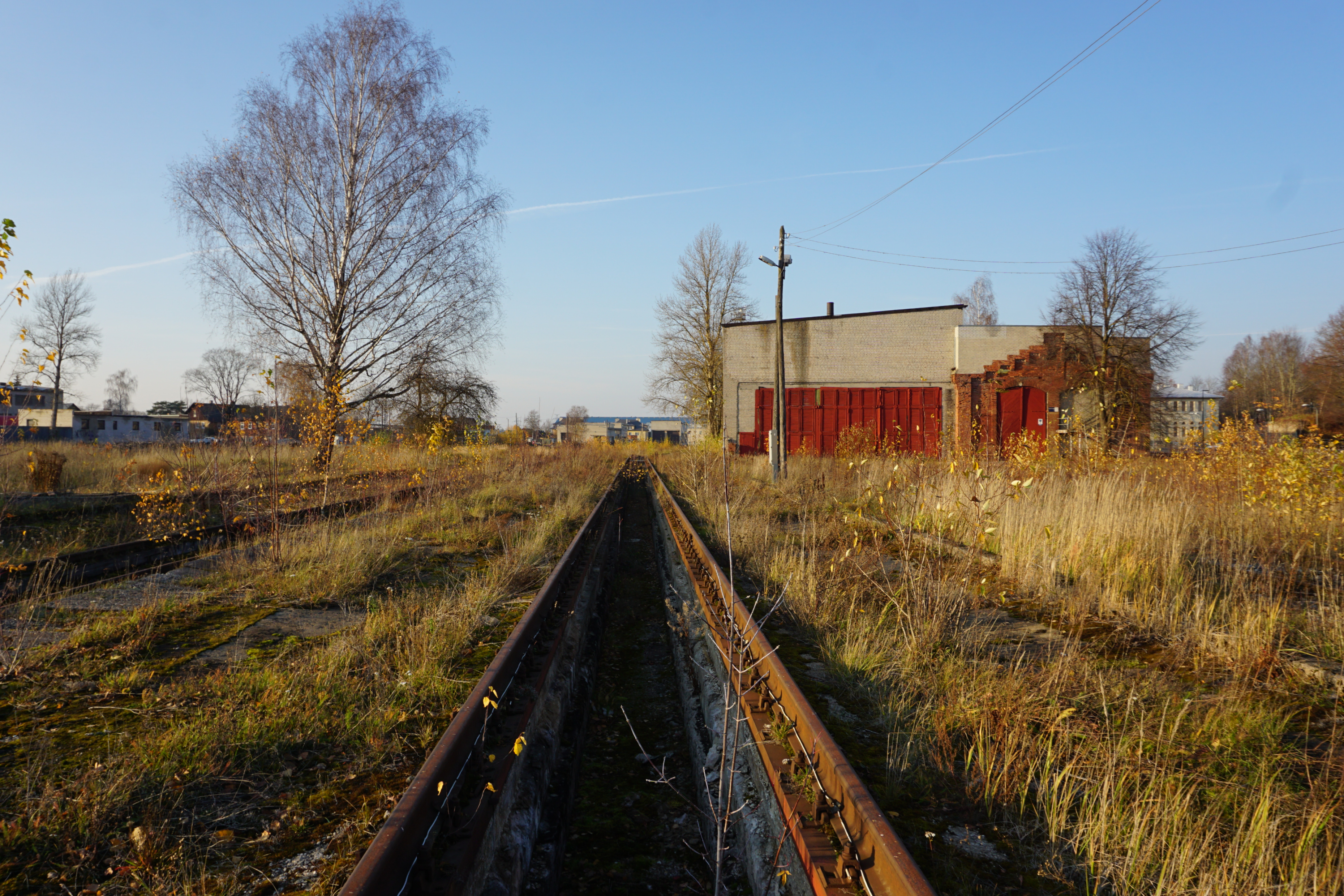
2021